# Nordische Skiweltmeisterschaften 1982/Nordische Kombination Männer
Bei den Nordischen Skiweltmeisterschaften 1982, die in der norwegischen Hauptstadt Oslo ausgetragen wurden, gab es erstmals zwei Wettbewerbe in der Nordischen Kombination. Die Stadt war nach 1930 und 1966 zum dritten Mal Ausrichter dieser Veranstaltung. Darüber hinaus hatte es hier 1952 Olympische Spiele gegeben.

## Wettbewerbe
Zum von Anfang an bei Nordischen Skiweltmeisterschaften ausgetragenen Einzelwettbewerb kam hier in Oslo erstmals ein weiterer Teamwettbewerb ins WM-Programm.
Der Einzelwettbewerb fand statt wie üblich mit dem Springen (Normalschanze K90), bei dem jeder Teilnehmer drei Sprünge hatte, von denen die beiden besten gewertet wurden. Anschließend gab es ein Langlaufrennen über fünfzehn Kilometer.
Auch im Teamwettbewerb mit drei Teilnehmern wurde zunächst das Springen ausgetragen. Ebenso wie im Einzelwettkampf hatte jeder Teilnehmer drei Sprünge, von denen die beiden besten gewertet wurden. Am darauffolgenden Tag gab es mit den drei Teilnehmern aus dem Springen eine Langlaufstaffel über 3-mal 10 Kilometer. Hierbei kam erstmals die Gundersen-Methode zur Anwendung. Dabei gehen die Sportler mit den aus dem Springen berechneten Zeitabständen in den Langlauf, sodass am Ende die Reihenfolge der Zielankünfte aus der Staffel auch die Gesamtplatzierung darstellt. Entwickelt wurde sie von dem bei den Weltmeisterschaften 1954 zweitplatzierten und 1958 drittplatzierten Norweger Gunder Gundersen.

## Sportliche Erfolge
Die Dominanz der DDR-Athleten aus den vergangenen Jahren wurde deutlich abgeschwächt. Die norwegischen Athleten, die diesen Wettbewerb zuvor über Jahrzehnte hinweg beherrscht hatten, stellten mit Tom Sandberg den Sieger des Einzelwettbewerbs. Dahinter platzierten sich mit Konrad Winkler und Uwe Dotzauer zwei Kombinierer aus der DDR vor dem Finnen Jouko Karjalainen. Den Teamwettbewerb gewann die DDR vor Finnland und Norwegen.

## Legende
Kurze Übersicht zur Bedeutung der Symbolik – so üblicherweise auch in sonstigen Veröffentlichungen verwendet:
| DNF | Wettkampf nicht beendet (did not finish) |
| DNS | nicht am Start (did not start)           |
| *   | gestürzt                                 |
| ¤   | nicht gewertet                           |

## Medaillenspiegel
| Platz | Nation   | Gold | Silber | Bronze | Gesamt |
| ----- | -------- | ---- | ------ | ------ | ------ |
| 1     | DDR      | 1    | 1      | 1      | 3      |
| 2     | Norwegen | 1    | 0      | 1      | 2      |
| 3     | Finnland | 0    | 1      | 0      | 1      |

| Platz | Sportler          | Gold | Silber | Bronze | Gesamt |
| ----- | ----------------- | ---- | ------ | ------ | ------ |
| 1     | Konrad Winkler    | 1    | 1      | 0      | 2      |
| 2     | Tom Sandberg      | 1    | 0      | 1      | 2      |
| 2     | Uwe Dotzauer      | 1    | 0      | 1      | 2      |
| 4     | Gunter Schmieder  | 1    | 0      | 0      | 1      |
| 5     | Jorma Etelälahti  | 0    | 1      | 0      | 1      |
| 5     | Jouko Karjalainen | 0    | 1      | 0      | 1      |
| 5     | Rauno Miettinen   | 0    | 1      | 0      | 1      |
| 8     | Hallstein Bøgseth | 0    | 0      | 1      | 1      |
| 8     | Espen Andersen    | 0    | 0      | 1      | 1      |

## Resultate

### Einzel (Normalschanze K90/15 km)
Datum: 19. Februar 1982

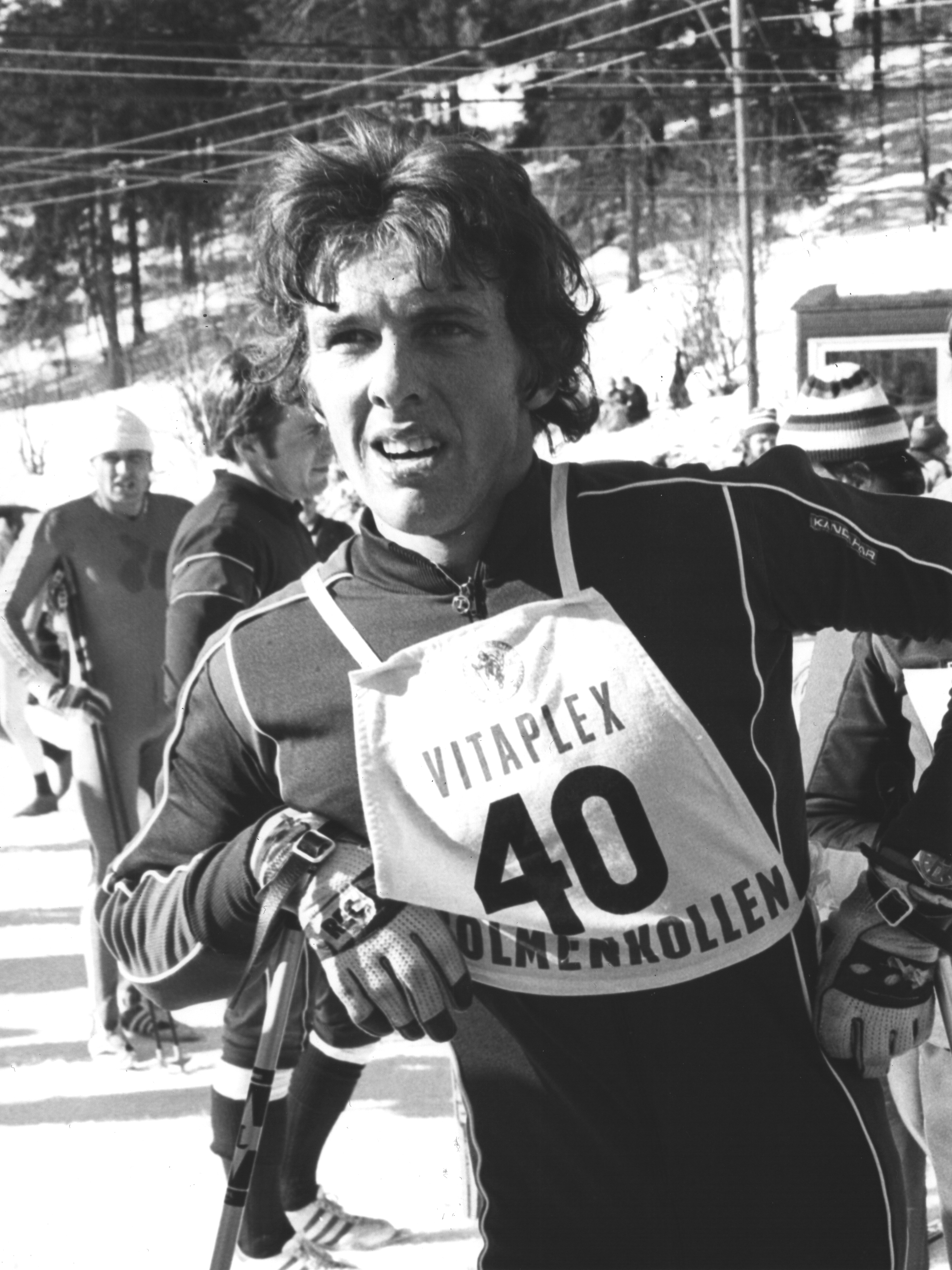
Tom Sandberg – erster norwegischer Weltmeister in der Nordischen Kombination seit 1962

Teilnehmer: 35 genannt; 33 gestartet; 33 gewertet
Weltmeister 1978:  Konrad Winkler
Olympiasieger 1980:  Ulrich Wehling
| Platz | Sportler            | Land             | Springen   | Springen           | Springen     | Springen | 15-km-Langlauf | 15-km-Langlauf | 15-km-Langlauf | 15-km-Langlauf | Punkte Gesamt |
| Platz | Sportler            | Land             | Start- Nr. | Weiten 1 / 2 / 3   | Ges.- Punkte | Rang     | Start- Nr.     | Zeit (min)     | Punkte         | Rang           | Punkte Gesamt |
| ----- | ------------------- | ---------------- | ---------- | ------------------ | ------------ | -------- | -------------- | -------------- | -------------- | -------------- | ------------- |
| 1     | Tom Sandberg        | Norwegen         | 17         | 78,5 / 74,5 / 77,5 | 206,600      | 14       | 28             | 40:00,6        | 220,000        | 1              | 426,600       |
| 2     | Konrad Winkler      | DDR              | 33         | 80,5 / 80,0 / 81,0 | 214,300      | 8        | 16             | 40:52,2        | 212,260        | 5              | 426,560       |
| 3     | Uwe Dotzauer        | DDR              | 22         | 82,5 / 81,5 / 81,5 | 217,600      | 4        | 26             | 41:14,9        | 208,855        | 8              | 426,455       |
| 4     | Jouko Karjalainen   | Finnland         | 28         | 77,0 / 79,5 / 79,5 | 208,100      | 11       | 32             | 40:35,7        | 214,735        | 3              | 422,835       |
| 5     | Gunter Schmieder    | DDR              | 3          | 81,5 / 83,0 / 81,5 | 219,900      | 2        | 12             | 14:57,8        | 202,420        | 13             | 422,320       |
| 6     | Thomas Müller       | BR Deutschland   | 9          | 81,5 / 81,0 / 82,0 | 217,600      | 4        | 31             | 42:08,6        | 200,800        | 16             | 418,400       |
| 7     | Jorma Etelälahti    | Finnland         | 16         | 785 / 77,5 / 79,0  | 206,000      | 15       | 17             | 40:53,4        | 212,080        | 6              | 418,080       |
| 8     | Andreas Langer      | DDR              | 8          | 78,0 / 77,0 / 77,5 | 204,800      | 16       | 1              | 40:56,2        | 211,660        | 7              | 416,460       |
| 9     | Hubert Schwarz      | BR Deutschland   | 26         | 82,0 / 82,5 / 82,5 | 221,700      | 1        | 11             | 43:12,7        | 191,185        | 21             | 412,885       |
| 10    | Rauno Miettinen     | Finnland         | 12         | 77,5 / 77,0 / 79,0 | 208,400      | 10       | 14             | 41:53,2        | 203,110        | 12             | 411,510       |
| 11    | Hallstein Bøgseth   | Norwegen         | 10         | 77,5 / 78,0 / 77,0 | 201,700      | 19       | 2              | 41:19,8        | 208,120        | 10             | 409,820       |
| 12    | Alexander Majorow   | Sowjetunion      | 35         | 82,0 / 77,0 / 80,5 | 219,500      | 3        | 33             | 43:20,1        | 190,075        | 22             | 409,575       |
| 13    | Hermann Weinbuch    | BR Deutschland   | 21         | 80,0 / 71,5 / 81,0 | 216,100      | 6        | 25             | 43:06,0        | 192,190        | 20             | 408,290       |
| 14    | Kerry Lynch         | USA              | 27         | 78,0 / 73,5 / 75,0 | 192,300      | 23       | 27             | 40:33,4        | 215,080        | 2              | 407,380       |
| 15    | Espen Andersen      | Norwegen         | 31         | 80,0 / 82,0 / 81,0 | 215,000      | 7        | 18             | 43:21,8        | 189,820        | 24             | 404,820       |
| 16    | Karl Lustenberger   | Schweiz          | 25         | 77,5 / 78,5 / 74,5 | 200,800      | 20       | 20             | 42:18,0        | 199,390        | 17             | 400,190       |
| 17    | Ilpo Toikkanen      | Finnland         | 1          | 72,5 / 73,5 / 75,0 | 184,800      | 26       | 5              | 40:48,5        | 212,815        | 4              | 397,615       |
| 18    | Per Bjørn           | Norwegen         | 2          | 78,0 / 79,5 / 78,5 | 207,400      | 12       | 15             | 43:21,0        | 189,925        | 23             | 397,325       |
| 19    | Sergej Tschervjakow | Sowjetunion      | 7          | 78,5 / 79,5 / 82,5 | 210,400      | 9        | 7              | 43:49,8        | 185,620        | 26             | 396,020       |
| 20    | Sergej Sjorikow     | Sowjetunion      | 15         | 78,5 / 76,5 / 79,5 | 207,300      | 13       | 21             | 43:57,2        | 184,510        | 29             | 391,810       |
| 21    | Stanisław Kawulok   | Polen            | 29         | 74,0 / 75,0 / 75,5 | 188,000      | 25       | 29             | 42:05,1        | 201,325        | 15             | 389,325       |
| 22    | Urban Hettich       | BR Deutschland   | 6          | 74,5 / 73,5 / 72,5 | 179,500      | 29       | 4              | 41:18,8        | 208,270        | 9              | 387,770       |
| 23    | Walter Hurschler    | Schweiz          | 14         | 71,5 / 69,5 / 73,0 | 179,700      | 27       | 9              | 41:24,1        | 207,475        | 11             | 387,175       |
| 24    | Miroslav Kopal      | Tschechoslowakei | 24         | 75,0 / 74,5 / 75,0 | 191,300      | 24       | 22             | 42:49,7        | 194,635        | 19             | 385,935       |
| 25    | Fjodor Koltschin    | Sowjetunion      | 4          | 73,5 / 76,5 / 76,0 | 196,200      | 21       | 3              | 43:55,2        | 184,810        | 28             | 381,010       |
| 26    | Yoshihoro Takahata  | Japan            | 30         | 80,0 / 78,0 / 78,5 | 203,800      | 18       | 10             | 45:06,3        | 174,145        | 30             | 377,945       |
| 27    | Toshiaki Maruyama   | Japan            | 13         | 80,0 / 78,0 / 78,5 | 203,100      | 13       | 19             | 45:38,2        | 169,360        | 32             | 372,460       |
| 28    | Ernst Beetschen     | Schweiz          | 20         | 70,0 / 68,0 / 71,0 | 168,600      | 30       | 30             | 42:38,5        | 196,315        | 18             | 364,915       |
| 29    | Gian Paolo Mosele   | Italien          | 34         | 70,5 / 72,0 / 72,0 | 177,100      | 29       | 24             | 43:47,8        | 185,920        | 25             | 363,020       |
| 30    | Manabu Kashiwaya    | Japan            | 18         | 74,0 / 74,5 / 77,5 | 193,900      | 22       | 6              | 45:49,1        | 167,725        | 33             | 361,625       |
| 31    | Gary Crawford       | USA              | 11         | 67,0 / 68,0 / 68,5 | 157,100      | 31       | 23             | 41:58,7        | 202,285        | 14             | 359,385       |
| 32    | Francesco Benetti   | Italien          | 19         | 69,0 / 66,0 / 68,0 | 155,100      | 32       | 8              | 45:13,6        | 173,050        | 31             | 328,150       |
| 33    | Mike Randall        | USA              | 5          | 62,0 / 63,5 / 63,5 | 132,900      | 33       | 13             | 43:51,1        | 185,425        | 27             | 318,325       |
| DNS   | Pat Ahern           | USA              | 23         |                    |              |          |                |                |                |                |               |
| DNS   | Vladimir Frak       | Tschechoslowakei | 32         |                    |              |          |                |                |                |                |               |

### Team (Normalschanze K90/3 × 10 km)
Datum:
Springen: 23. Februar 1982
Staffel: 24. Februar 1982
kein Titelverteidiger / kein vorangegangener Olympiasieger – Disziplin erstmals im WM-Programm

#### Gesamtresultat Team
| Platz | Land           | Sportler                                              | Punkte Einzelathlet  | Punkte Einzelathlet  | Punkte Einzelathlet  | Punkte Team |
| Platz | Land           | Sportler                                              | Springen             | Staffel              | Team                 | Punkte Team |
| ----- | -------------- | ----------------------------------------------------- | -------------------- | -------------------- | -------------------- | ----------- |
| 1     | DDR            | Uwe Dotzauer Gunter Schmieder Konrad Winkler          | 222,00 215,20 212,80 | 216,40 209,52 220,00 | 438,40 424,72 432,80 | 1295,92     |
| 2     | Finnland       | Jouko Karjalainen Rauno Miettinen Jorma Etelälahti    | 198,60 208,50 206,20 | 220,00 200,02 210,28 | 418,60 408,52 416,48 | 1243,60     |
| 3     | Norwegen       | Hallstein Bøgseth Espen Andersen Tom Sandberg         | 214,30 213,10 197,20 | 216,68 192,18 210,14 | 430,98 405,28 407,34 | 1243,60     |
| 4     | BR Deutschland | Hermann Weinbuch Thomas Müller Hubert Schwarz         | 197,50 198,40 215,60 | 200,90 205,84 182,90 | 398,40 404,24 398,50 | 1201,14     |
| 5     | Sowjetunion    | Sergej Tschervjakow Sergej Sjorikow Alexander Majorow | 214,70 197,70 198,00 | 201,36 193,14 186,46 | 416,06 390,84 384,46 | 1191,36     |
| 6     | Schweiz        | Ernst Beetschen Karl Lustenberger Walter Hurschler    | 169,90 185,00 172,00 | 197,10 201,64 196,86 | 367,00 386,64 368,86 | 1122,50     |
| 7     | USA            | Gary Crawford Kerry Lynch Mike Randall                | 152,80 185,70 137,90 | 199,88 220,00 192,88 | 352,68 405,70 330,78 | 1089,16     |
| 8     | Japan          | Yoshihiro Takahata Manabu Kashiwaya Toshiaki Maruyama | 164,70 187,50 185,30 | 182,04 144,48 186,86 | 346,74 361,98 372,16 | 1080,88     |

#### Einzelresultat Team Normalschanze K90
Datum: 23. Februar 1982
| Platz | Start- Nr. | Land           | Sportler                                              | Weiten [m]                                                  | Punkte per Sprung                                                          | Punkte total | Zeit Diff. [min.] |
| ----- | ---------- | -------------- | ----------------------------------------------------- | ----------------------------------------------------------- | -------------------------------------------------------------------------- | ------------ | ----------------- |
| 1     | 8          | DDR            | Gunter Schmieder Uwe Dotzauer Konrad Winkler          | 79,00 / 81,5 / 78,0 82,00 / 80,0 / 84,5 78,50 / 80,5 / 77,0 | 105,70 / 109,50 / 096,1¤ 110,00 / 107,1¤ / 112,00 103,90 / 108,90 / 096,5¤ | 650,0        | 00:00,0           |
| 2     | 2          | Norwegen       | Hallstein Bøgseth Tom Sandberg Espen Andersen         | 76,50 / 80,0 / 81,5 72,00 / 75,5 / 77,5 79,50 / 80,0 / 82,0 | 099,7¤ / 108,10 / 106,20 91,5¤ / 098,90 / 098,30 105,5¤ / 106,60 / 106,50  | 624,6        | 02:07,0           |
| 3     | 6          | Finnland       | Rauno Miettinen Jouko Karjalainen Jorma Etelälahti    | 74,00 / 78,0 / 80,5 75,50 / 76,5 / 78,0 72,50 / 79,0 / 79,0 | 096,2¤ / 104,90 / 103,60 97,1¤ / 100,00 / 098,60 91,8¤ / 105,50 / 100,70   | 613,3        | 03:03,5           |
| 4     | 7          | BR Deutschland | Thomas Müller Hermann Weinbuch Hubert Schwarz         | 74,50 / 78,0 / 77,0 79,0* / 75,5 / 78,0 77,00 / 80,5 / 81,5 | 094,5¤ / 102,40 / 096,00 74,7¤ / 098,90 / 098,60 101,5¤ / 109,40 / 106,20  | 611,5        | 03:12,5           |
| 5     | 5          | Sowjetunion    | Sergej Tschervjakow Sergej Sjorikow Alexander Majorow | 79,00 / 80,5 / 82,5 76,50 / 74,0 / 67,5 75,50 / 75,5 / 78,0 | 103,2¤ / 108,90 / 105,80 100,70 / 097,00 / 076,8¤ 098,6¤ / 098,90 / 099,10 | 610,4        | 03:18,0           |
| 6     | 1          | Japan          | Manabu Kashiwaya Toshiaki Maruyama Yoshihiro Takahata | 71,50 / 73,5 / 75,0 73,50 / 73,5 / 76,0 67,50 / 68,0 / 69,0 | 089,2¤ / 095,20 / 092,30 92,90 / 090,2¤ / 092,40 81,80 / 082,90 / 080,2¤   | 537,5        | 9:22,5            |
| 7     | 3          | Schweiz        | Ernst Beetschen Walter Hurschler Karl Lustenberger    | 68,50 / 70,0 / 72,5 67,50 / 71,0 / 72,5 71,00 / 75,0 / 72,5 | 081,4¤ / 085,10 / 084,80 80,3¤ / 086,70 / 085,30 88,40 / 096,60 / 086,0¤   | 526,9        | 10:15,5           |
| 8     | 4          | USA            | Mike Randall Gary Crawford Kerry Lynch                | 63,50 / 64,0 / 65,5 66,50 / 65,0 / 66,5 69,50 / 73,0 / 75,0 | 067,40 / 070,50 / 066,6¤ 077,20 / 075,60 / 072,2¤ 083,5¤ / 092,90 / 092,80 | 476,4        | 14:28,0           |

#### Einzelresultat Team 3 × 10 km Gundersen
Datum: 24. Februar 1982
| Platz | Start- Nr. | Land           | Sportler                                              | Start Diff. [min.] | Etappenzeit [min.]      | Kumulierte Zeit [h]           | Zeit Diff. [min.]       | Punkte Team |
| ----- | ---------- | -------------- | ----------------------------------------------------- | ------------------ | ----------------------- | ----------------------------- | ----------------------- | ----------- |
| 1     | 1          | DDR            | Uwe Dotzauer Gunter Schmieder Konrad Winkler          | 00:00,0            | 30:42,3 31:08,0 29:48,5 | 0:30:42,3 1:01:50,3 1:31:38,8 | 00:00,0 00:00,0 00:00,0 | 645,92      |
| 2     | 3          | Finnland       | Jouko Karjalainen Rauno Miettinen Jorma Etelälahti    | 03:03,5            | 30:24,3 31:55,5 30:37,1 | 0:33:27,8 1:05:23,3 1:35:50,4 | 02:45,5 03:33,0 04:21,6 | 630,30      |
| 2     | 2          | Norwegen       | Hallstein Bøgseth Espen Andersen Tom Sandberg         | 02:07,0            | 30:40,9 32:34,7 30:37,8 | 0:32:47,9 1:05:22,6 1:35:50,4 | 02:05,6 03:32,3 04:21,6 | 619,00      |
| 4     | 4          | BR Deutschland | Hermann Weinbuch Thomas Müller Hubert Schwarz         | 03:12,5            | 31:59,8 31:26,4 32:54,0 | 0:35:12,3 1:06:38,7 1:39:32,7 | 04:30,0 04:48,4 07:53,9 | 589,64      |
| 5     | 5          | Sowjetunion    | Sergej Tschervjakow Sergej Sjorikow Alexander Majorow | 03:18,0            | 31:57,5 32:29,9 32:36,2 | 0:35:15,5 1:07:45,4 1:40:21,6 | 04:33,2 05:55,1 08:42,8 | 580,96      |
| 6     | 7          | Schweiz        | Ernst Beetschen Karl Lustenberger Walter Hurschler    | 10:15,5            | 32:18,8 31:47,4 31:44,2 | 42:34,3 1:14:21,7 1:46:05,9   | 11:52,0 12:31,4 14:27,1 | 595,60      |
| 7     | 8          | USA            | Gary Crawford Kerry Lynch Mike Randall                | 14:28,0            | 32:04,9 30:15,6 32:04,1 | 0:46:32,9 1:16:48,5 1:48:52,6 | 15:50,6 14:58,2 17:13,8 | 612,76      |
| 8     | 6          | Japan          | Yoshihiro Takahata Manabu Kashiwaya Toshiaki Maruyama | 09:22,5            | 33:34,1 34:03,2 32:34,2 | 0:42:56,6 1:16:59,8 1:49:34,0 | 12:14,3 15:09,5 17:55,2 | 543,38      |